# 말레이가비알
말레이가비알(Malayan gharial)은 흔히 가짜가비알(False gharial), 순다가비알(Sunda gharial)이라고도 알려져 있으며, 말레이반도, 보르네오섬, 수마트라섬, 자바섬이 원산지인 가비알과에 속하는 민물 악어이다. 전 세계적으로 약 2,500~10,000마리의 성숙한 개체가 살고 있는 것으로 추정되기 때문에 IUCN 적색 목록에 멸종위기종으로 지정되어 있다.

## 특성

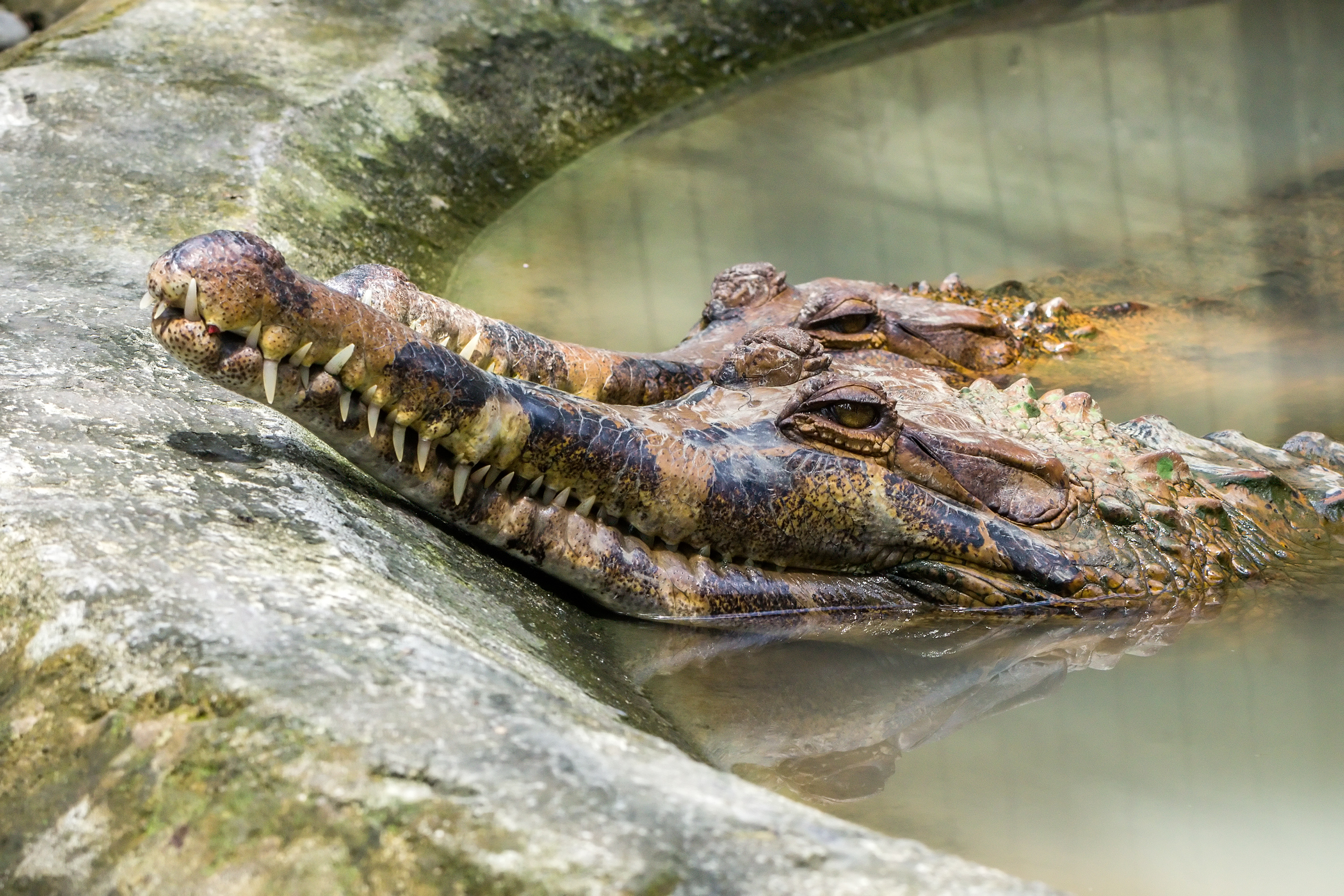
젬비라 로카 동물원의 말레이가비알

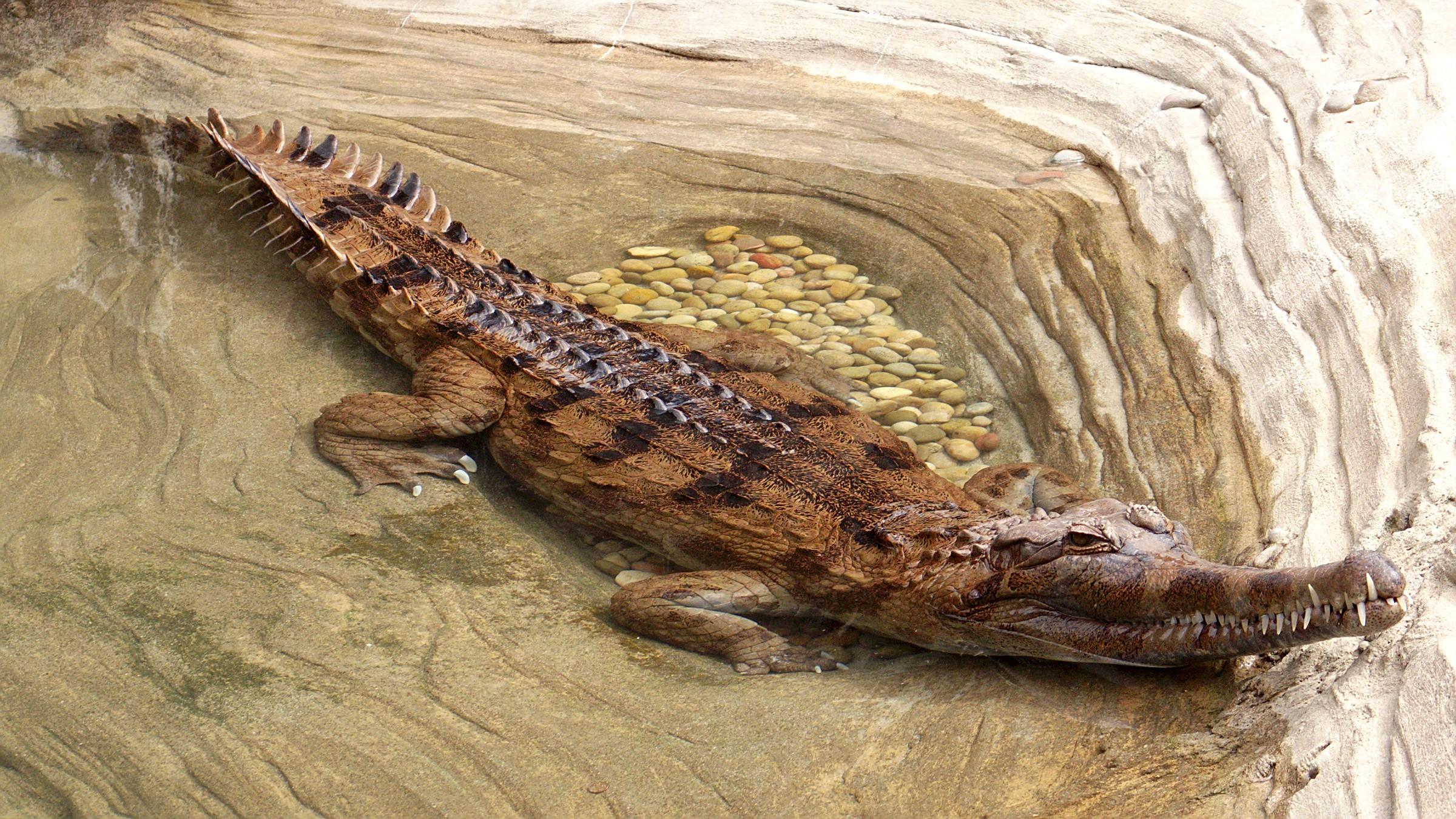
로스앤젤레스 동물원의 말레이가비알

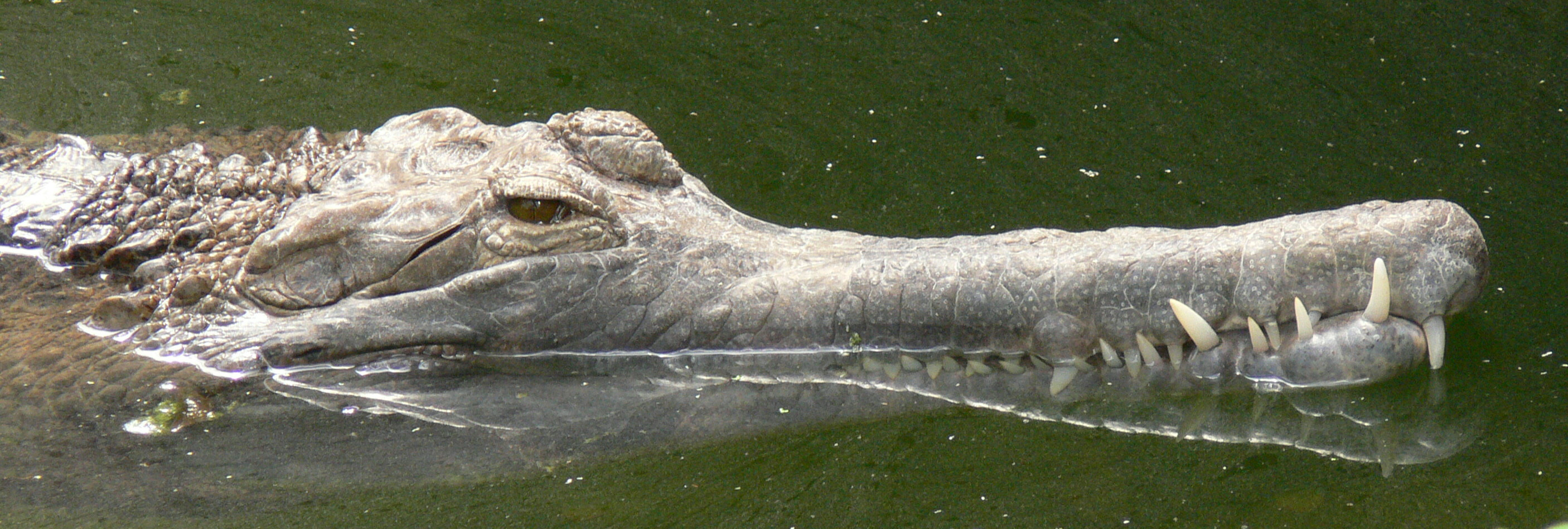
티어파크 베를린에서 말레이가비알의 근접 촬영

말레이가비알은 위가 짙은 적갈색 또는 검은 반점이 있고 등과 꼬리에 십자무늬가 있다. 배 쪽은 회백색이며, 약간의 측면 어두운 얼룩무늬가 있다. 어린 개체는 턱, 몸, 꼬리의 측면에 검은색이 얼룩덜룩하다. 매끄럽고 장식되지 않은 주둥이는 매우 길고 가늘며 평행한 측면에 있으며, 길이는 밑면이 3.0~3.5배이다. 모든 이빨은 길고 바늘처럼 생겼으며, 턱 안쪽에서 서로 맞물려 있으며, 개별적으로 구멍이 뚫려 있다. 등쪽 비늘은 가운데가 넓고 몸의 옆으로 뻗어 있다. 숫자들은 밑면에서 물갈퀴가 있다. 머리와 몸의 비늘에는 외음부 감각기관이 존재한다. 머리 뒤쪽의 비늘은 종종 약간 커진 한 쌍의 비늘이 있다. 어떤 사람들은 인접한 다수의 작은 키엘형 비늘을 가지고 있다. 비늘은 부드러운 과립 피부에 의해 안쪽으로 나뉜다. 두 개의 확대된 누칼 비늘의 3개의 가로줄이 등쪽 비늘과 연속되며, 6~8개의 비늘로 이루어진 22개의 가로줄로 이루어져 있으며, 가운데가 넓고 몸의 옆으로 뻗어 있다. 누칼과 등쪽 줄은 총 22~23개의 줄에 해당한다. 18개의 이중가닥 꼬리털이 있고, 17개의 단일가닥 꼬리털이 있다. 옆구리는 양쪽에 6~8개의 매우 확대된 비늘로 이루어진 1개 또는 2개의 세로줄이 있다.
말레이가비알은 현존하는 악어 중 가장 날씬한 주둥이를 가지고 있는데, 긴코악어와 오스트레일리아악어에 필적하며, 오직 가비알의 주둥이만이 눈에 띄게 날씬하다. 세 마리의 다 자란 수컷은 3.6~3.9m, 몸무게는 190~210kg이었고, 암컷은 3.27m, 몸무게는 93kg이었다. 암컷의 길이는 최대 4m까지 기록되었다. 수컷의 길이는 최대 5m까지 자랄 수 있고, 몸무게는 최대 600kg까지 나갈 수 있다. 말레이가비알은 현존하는 악어 중 가장 큰 두개골을 가지고 있는 것으로 보이는데, 이는 부분적으로 말레이가비알의 큰 길이 때문이다. 전 세계 박물관에서 발견될 수 있는 현존하는 종의 가장 긴 악어 두개골 8개 중 6개가 가학의 것이었다. 현존하는 종의 가장 긴 악어 두개골은 이 종의 것이었고, 하악 길이는 104cm였으며, 길이는 84cm였다. 이 거대한 두개골의 소유자들 대부분은 이 동물들에 대한 총 측정값이 확인되지 않았지만, 알려진 종의 두개골 대 총 길이 비율에 기초하여 그들의 길이는 약 5.5~6.1m 정도이다.
길이가 2.9~4.05m, 몸무게가 79~255kg인 세 마리의 개체는 1,704~6,450N의 물리력을 보였다.

## 분포 및 서식지
말레이가비알은 말레이반도, 사라왁주, 인도네시아 (수마트라섬, 보르네오섬)가 원산지이지만, 싱가포르, 베트남, 태국에서 멸종되었다. 그들이 자바섬에 남아있는지는 불분명하다. 강을 제외하고, 그들은 늪과 호수에서 서식한다. 이 종은 오늘날 거의 완전히 이탄 늪과 저지대 늪 숲에서 발견된다. 1990년대에, 보르네오섬의 외딴 강 시스템과 함께 10개의 다른 강 배수로의 39개 지역에서 정보와 목격을 이용할 수 있었다.
1950년대 이전에는 바리산산맥 동쪽의 수마트라섬 전체 길이를 따라 담수 생태계에서 말레이가비알이 발생하였다. 수마트라섬 동부의 현재 분포는 수렵, 벌목, 화재, 농업 등으로 인해 30~40% 정도 감소하였다.

## 행동생태학

### 먹이
최근까지 야생에서 말레이가비알의 먹이나 행동에 대해서는 알려진 바가 거의 없다. 자세한 내용은 서서히 밝혀지고 있다. 과거에는 말레이가비알이 물고기와 아주 작은 척추동물로만 이루어진 식단을 가지고 있는 것으로 생각되었지만, 최근의 증거에 따르면 좁은 주둥이에도 불구하고 일반주의적인 식단을 가지고 있음을 알 수 있다. 물고기와 더 작은 수생동물 외에도 성숙한 성체는 코주부원숭이, 필리핀원숭이, 사슴, 물새, 파충류를 포함한 더 큰 척추동물을 잡아먹는다. 동칼리만탄주에서 말레이가비알이 소를 공격했다는 목격담이 있다.
말레이가비알은 오리노코악어나 아메리카악어와 같은 신열대구 악어와 동등한 생태학적 동물로 간주될 수 있는데, 둘 다 코가 가늘지만 넓은 식단을 가지고 있다.

### 번식
말레이가비알은 마운드 네스터이다. 암컷은 둥지당 13~35개의 알을 낳으며 현존하는 악어 중 가장 큰 알을 낳는 것으로 보인다. 암컷의 성 성숙은 약 2.5~3m 정도로 다른 악어에 비해 큰 것으로 보인다.
야생에서 번식을 언제 하는지, 둥지를 튼 시기가 언제인지는 알 수 없다. 알이 낳고 분구 공사가 끝나면 암컷은 둥지를 버린다. 다른 악어들과 달리, 어린 개체들은 부모의 보살핌을 받지 못하고 몽구스, 호랑이, 표범, 승냥이 등 포식자들에게 먹힐 위험에 처해 있다. 어린 개체들은 90일 후에 부화하여 먹이를 찾는다.

### 갈등
2008년, 칼리만탄 중심부에서 4m 크기의 암컷 말레이가비알이 어부를 공격하여 잡아먹었는데, 그의 유해는 가비알의 위에서 발견되었다. 이것은 말레이가비알에 의한 인간의 치명적인 공격으로 입증된 최초의 사례였다. 그러나 2012년까지 말레이가비알에 의한 인간에 대한 치명적인 공격이 적어도 두 번 더 발생하여 인간과 말레이가비알의 갈등 증가가 서식지, 서식지의 질, 그리고 자연적인 먹이의 수 감소와 관련이 있을지도 모른다는 것을 보여주었다.

## 위협
말레이가비알은 담수 늪의 배수로 인한 서식지 감소와 상업적인 기름 야자수 재배를 위한 전환으로 인해 대부분의 지역에서 서식지 감소로 위협받고 있다. 또한 껍질과 고기를 사냥하며 알은 종종 사람이 먹기 위해 수확되었다. 2000년대 중반에 실시된 인구 조사에 따르면 개체 분포가 얼룩덜룩하고 단절되어 있어 유전적 고립의 위험이 있는 것으로 나타났다. 보호되지 않은 지역의 일부 개체군 단위에는 생존 가능한 번식 성충이 없다.

## 보존
말레이가비알은 CITES 부속서 I에 나열되어 있다.
말레이시아와 인도네시아 정부는 야생에서 멸종되는 것을 막기 위한 조치를 취하고 있다. 인도네시아에서 일부 개체 수가 반등했다는 보고가 있지만, 약간의 회복으로 현지 개체군 사이에서 공격에 대한 비이성적인 두려움이 대부분 드러났다.